# 思案橋事件
思案橋事件（しあんばしじけん）は、1876年（明治9年）に東京思案橋（現東京都中央区日本橋小網町）で起こった明治政府に対する士族反乱未遂事件。思案橋の変ともいわれる。
1876年（明治9年）10月28日に山口県士族の前原一誠らが起こした萩の乱に呼応する形で、旧会津藩士永岡久茂らにより生起した。

## 概要
1876年（明治9年）10月29日、萩の乱の発生を電文で知った永岡久茂ら旧会津藩士他14名は、東京・思案橋から千葉に向けて出航しようとしていた。しかし不審に思った者の通報により駆け付けた警官隊と切りあいとなり、永岡ら数名はその場で逮捕された。逃走を図った者は中根米七を除き、最終的には逮捕されている。主犯の永岡は事件の時に負った傷が元で翌年1月に獄中死し、その年の2月7日に行われた裁判では井口慎次郎、中原成業、竹村俊秀の会津藩士3名が斬罪となった。中根は1878年（明治11年）、喜多方町の寺院境内で切腹している。警察側は寺本義久警部補と河合好直巡査の2名が殉職した。
当初の計画では千葉県庁を襲撃し県令を殺害したのち、佐倉の東京鎮台歩兵第2連隊を説得して日光から会津若松を襲い、前原に呼応して挙兵する予定であった。

## 関係者墓所
- 市谷源慶寺 - 東京都新宿区富久町。井口慎次郎ら処刑された3人の墓がある。
- 今戸称福寺 - 永岡久茂の墓があったが、関東大震災や空襲のため現存していない。
- 染井霊園 - 寺本警部補

## 参考資料
- 東京日日新聞『思案橋の暴徒事件』錦絵 - 早稲田大学図書館蔵
- 尾佐竹猛『法窓秘聞』 - 批評社 1999年
- 中村彰彦『明治無頼伝』角川文庫2002年2月 - 新撰組三番隊長であった斎藤一を主人公に束松事件と思案橋事件を描いた。
- 綱淵謙錠『苔』中公文庫 1977年